# 佐倉寛二郎
佐倉 寛二郎（さくら かんじろう）は、日本の映画プロデューサー。　
株式会社クロスメディア代表取締役。山口県岩国市出身。

## 経歴
山口県岩国市出身。日本大学芸術学部映画学科卒業。同級生には俳優の内藤剛志、映画監督の長崎俊一がいた。
大学卒業後、独立プロダクションで映画、CM、TV、ドラマ等の製作現場を数多く経験。
初プロデュース作品は、アメリカの連続TV番組「PHOTON」(86)。
その後、「ロックよ、静かに流れよ」(1988年)、「ラヂオの時間」(1997年)、「WASABI」(2002年)、「亡国のイージス」(2005年)、「THE 有頂天ホテル」(2006年)など数々のヒット作・話題作をコンスタントに手掛ける。
ショートフィルムも数多く手掛けている他、ゲームやPCソフトも製作している。
2010年には、世界中で大ヒットしたクリストファー・ノーラン監督作品「インセプション」に日本人プロデューサーとして参加している。
また、Damah Film Festival（USA：2001年〜2008年）、ダマー映画祭inヒロシマ（2009年〜2013年）、お蔵出し映画祭（2011年〜2015年）、ちちぶ映画祭（2013年〜2017年）、「ダマー国際映画祭」（2019年〜）の審査員を務め、若手作家の育成とバリアフリー映画の普及を行っている。
安田女子大学非常勤講師。

## 映画
- ロックよ、静かに流れよ(1988年)
- ふ・し・ぎ・なBABY(1988年)
- 君は僕をスキになる(1989年)
- さよなら、こんにちわ(1990年)
- スキ！(1990年)
- ナンミンロード(1992年)
- 課長 島耕作(1992年)
- 高校教師(1993年)
- ヒーローインタビュー(1994年)
- バースデイプレゼント(1995年)
- 緊急呼出しエマージェンシーコール(1995年)
- ラヂオの時間(1997年)
- ズッコケ３人組(1998年)
- ホワイトアウト(2000年)
- みんなのいえ(2001年)
- プラトニック・セックス(2001年)
- WASABI(2002年)
- 鉄人28号(2005年)
- 亡国のイージス(2005年)
- THE 有頂天ホテル(2006年)
- 黒帯 KURO-OBI(2007年)
- ミッドナイトイーグル(2007年)
- 陰獣ーINJUー(2008年)
- チーム・バチスタの栄光(2008年)
- ジェネラル・ルージュの凱旋(2009年)
- 真夏のオリオン(2009年)
- インセプション(2010年)
- 少女たちの羅針盤(2011年)
- 冬の日 (2011年)
- セカンドバージン(2011年)
- Lost Harmony(2011年)
- 名無しの十字架(2012年)
- しあわせカモン(2013年)
- 幻肢(2014年)
- 柘榴坂の仇討(2014年)
- 探偵ミタライの事件簿 星籠の海(2016年)
- 空母いぶき(2019年)

## ショートフィルム
- 「THE BRIDGE」
- 「Play Ball」
- 「THE WAVE」
- 「THE SCOOP」
- 「CUPID」

## 配信
- 「MAGI -天正遣欧少年使節-」(2019年)

## テレビ番組
- 「エプロンおばさん」（1983年）　仕上げ進行
- 「誘拐」朝日放送　監督；出目昌伸　制作進行
- 「内海の輪」TBS　監督：井上昭　制作進行
- 「整形複眼の女」テレビ朝日　制作進行
- 「母の殺意」よみうりテレビ　監督；天野恒幸　制作進行
- 「山口線貴婦人号」テレビ朝日　監督：野村孝　制作進行
- 「PHOTON」TV Series　（1986–）　プロデューサー
- 『ブリトニー・スピアーズ 2002 ジャパン・プレミアム』（2002年）　製作
- 「最後の贈り物」NHK　監督：落合正幸　プロデューサー

## ビデオソフト
- 「風間杜夫1stコンサート」プロデューサー
- 「My Jazz Selection」プロデューサー

## ゲーム
- 「ドン・キホーテ」 （1994年）　パイオニア（企画・脚本・プロデュース・演出）
- 「ASENDANCY」　日本語版　プロデューサー
- 「9　THE LAST RESORT」　日本語版　プロデューサー
- 「S・P・Q・R」　日本語版　プロデューサー

## PCソフト
- 「クイック」（1999年〜）　※ケアマネージメント支援ソフト　製作
- 「HANABI」iPhone　企画・製作

## イベント
- 「世界子ども未来会議」2000年7月※日本に世界各国の子ども1000人と文化人を交えた平和会議。
- 「HONDA」（1998年〜）

## 映画審査員
- 「Damah Film Festival」USA （2001年〜2008年）
- 「ダマー映画祭inヒロシマ」（2009年〜2013年）
- 「お蔵出し映画祭」（2011年〜2015年）
- 「ちちぶ映画祭」（2013年〜2017年）
- 「ダマー国際映画祭」（2019年〜）[6]

## 文学賞審査員
- 「ゴールデン・エレファント賞」（2009年）[7]

## 出版企画
- 「水風景」1〜3　執筆・コーディネート
- 「イラン毒ガス被害者とともに」コーディネート
- 「ヤスケ」企画・原案・コーディネート